# Elpidia Carrillo
Pour les articles homonymes, voir Carrillo.
Elpidia Carrillo, née le 16 août 1961 à Parácuaro (en) dans l'Etat de Michoacán, est une actrice mexicaine de cinéma et de télévision. Elle a également scénarisé et réalisé un court métrage dramatique. Elle est apparue dans quelques productions hollywoodiennes telles que Predator.

## Filmographie

### Comme actrice

#### Au cinéma
- 1977 : Deseos de Rafael Corkidi
- 1978 : Nuevo mundo de Gabriel Retes
- 1978 : Pedro Páramo de José Bolaños
- 1979 : Bandera rota de Gabriel Retes
- 1981 : La virgen robada de Sergio Arau
- 1981 : El jugador de ajedrez de Juan Luis Buñuel
- 1982 : Police frontière (The Border) de Tony Richardson
- 1983 : Le Consul honoraire de John Mackenzie
- 1983 : Under Fire de Roger Spottiswoode
- 1986 : Salvador d'Oliver Stone
- 1986 : Six hommes pour sauver Harry de Stuart Rosenberg et Alan Smithee
- 1987 : Predator de John McTiernan
- 1988 : Una cita con el destino
- 1989 : The Assassin de Jon Hess
- 1990 : Predator 2 de Stephen Hopkins
- 1991 : Ciudad de ciegos d'Alberto Cortés
- 1994 : La hija del Puma d'Åsa Faringer et Ulf Hultberg
- 1995 : La casa del abuelo de Dora Guerra
- 1995 : Rêves de famille (My Family) de Gregory Nava
- 1996 : De tripas, corazón d'Antonio Urrutia
- 1997 : The Brave  de Johnny Depp
- 1998 : Un envoûtement (Un embrujo) de Carlos Carrera
- 1998 : They Come at Night de Lindy Laub
- 1998 : La otra conquista de Salvador Carrasco
- 2000 : Things You Can Tell Just by Looking at Her de Rodrigo García
- 2000 : Bread and Roses de Ken Loach
- 2002 : Solaris de Steven Soderbergh
- 2004 : A Day Without a Mexican (en) de Sergio Arau
- 2004 : Killer Snake d'elle-même
- 2005 : Nine Lives de Rodrigo García
- 2006 : Ladrones y mentirosos (en) de Ricardo Méndez Matta
- 2007 : Tortilla Heaven de Judy Hecht Dumontet
- 2008 : Sept Vies de Gabriele Muccino
- 2010 : Mother and Child de Rodrigo Garcia : Sofia
- 2017 : The Green Ghost
- 2023 : Blue Beetle d'Angel Manuel Soto

#### À la télévision
- 1980 : Winnetou le mescalero (de) (Série)
- 1981 : Histoires extraordinaires (Série)
- 1989 : Deux Flics à Miami (Série)
- 1990 : Jack Killian, l'homme au micro (Série)
- 1990 : 21 Jump Street (Série)
- 1991 : Le Syndrome de la mort (Lightning Field) (Téléfilm)
- 1991 : La Voix du silence (Série)
- 1997 : Cracker (Série)
- 1997 : Le Caméléon (Série)
- 2000 : Urgences (Série)
- 2002 : New York, unité spéciale (saison 3, épisode 12) : Maria Ramos
- 2008 : Mentalist (Série)
- 2022 : Le Cabinet de curiosités de Guillermo del Toro (Guillermo del Toro's Cabinet of Curiosities) (série TV)

### Comme réalisatrice
- 2004 : Killer Snake

### Comme scénariste
- 2004 : Killer Snake

### Comme monteuse
- 2004 : Killer Snake